# Paraclytus apicicornis
Paraclytus apicicornis là một loài bọ cánh cứng trong họ Cerambycidae.